# Kees Krijgh (senior)

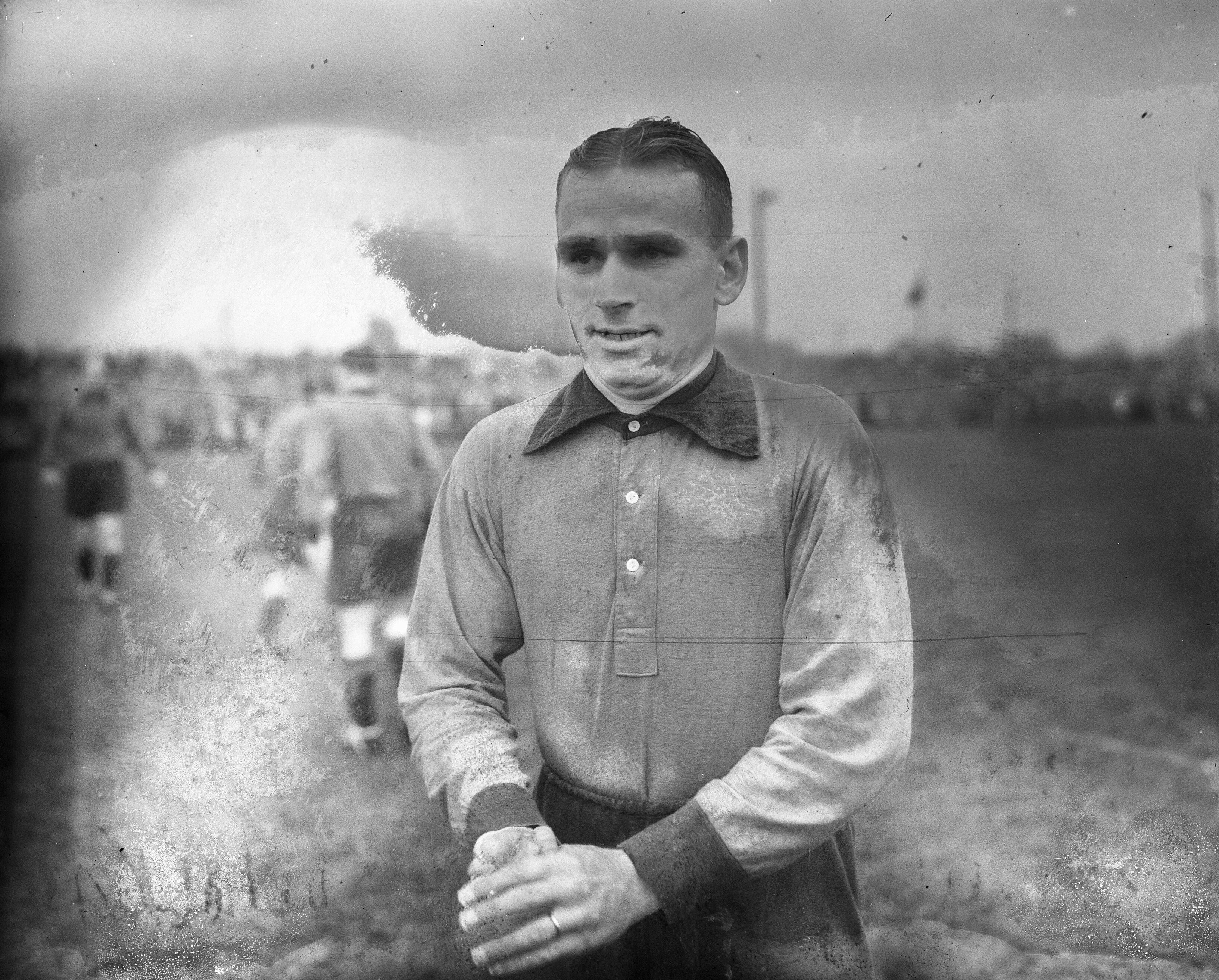
Kees Krijgh (1950)

Cornelis ("Kees") Krijgh ('s-Hertogenbosch, 20 augustus 1921 – 's-Hertogenbosch, 15 juni 2007) was een Nederlands voetballer.
Hij speelde vijftien jaar voor BVV als verdedigende middenvelder. In 1948 werd hij met deze club landskampioen. Krijgh kwam driemaal uit voor het Nederlands voetbalelftal; zijn interlanddebuut was tijdens de Olympische Zomerspelen 1948. Deze wedstrijd, in de voorronde tegen Ierland, eindigde in een 3-1-overwinning. Desondanks werd het Nederlandse team in de eerste ronde uitgeschakeld.
Hij werd tijdens zijn carrière ook wel "de kleine Kees Krijgh" genoemd. Hij was een oom van Kees Krijgh (junior), die in de jaren zeventig uitkwam voor PSV en Cercle Brugge.